# Pachinia (przystanek kolejowy)
Pachinia (ukr. Пахиня, ros. Пахиня) – przystanek kolejowy w pobliżu miejscowości Pachinia, w rejonie krzemienieckim, w obwodzie tarnopolskim, na Ukrainie. Położony jest na linii Szepetówka – Tarnopol.